# Indie na Letních olympijských hrách 1996
Indie se účastnila Letní olympiády 1996. Zastupovalo ji 49 sportovců v 13 sportech.

## Medailisté
| Medaile | Jméno        | Sport | Soutěž       |
| ------- | ------------ | ----- | ------------ |
| Bronz   | Leander Paes | Tenis | Muži dvouhra |